# Идентификация Борна (фильм)
«Идентифика́ция Бо́рна» (англ. The Bourne Identity) — американский художественный фильм режиссёра Дага Лаймана, экранизация одноимённого романа Роберта Ладлэма. Фильм является первым фильмом пенталогии о Джейсоне Борне — бывшем сотруднике ЦРУ и профессиональном убийце, потерявшем память.
Мировая премьера картины состоялась 14 июня 2002 года в Лос-Анджелесе.

## Сюжет
Близ Марселя в водах Средиземного моря рыбаки поднимают из воды молодого мужчину с двумя огнестрельными ранениями и вшитой в бедро капсулой с номером ячейки в банке в Цюрихе. Когда он приходит в себя, то не может ничего вспомнить — ни имя, ни профессию. По прибытии в порт врач рыбацкого судна даёт неизвестному немного денег на проезд до Цюриха, где тот, неожиданно для себя, проявляет нестандартные умения и знания: за пару секунд расправляется с двумя полицейскими, начинает свободно говорить по-немецки (в том числе на одном из диалектов Швейцарии), по-французски и по-нидерландски.
Тем временем в штаб-квартире заместитель директора ЦРУ Уорд Эбботт узнаёт о провале операции по уничтожению бывшего африканского лидера Никвана Вамбози. В телевизионном интервью Вамбози обещает предать гласности информацию о своих преследователях. Александр Конклин, руководитель проекта «Тредстоун», обещает Эбботту уничтожить все доказательства, связывающие покушение на Вамбози и ЦРУ.
Спасённый рыбаками мужчина обнаруживает в банковской ячейке швейцарского банка крупную сумму денег, несколько паспортов и оружие. За Джейсоном Борном (имя из американского паспорта) в банке наблюдает человек, который увидев, что к этой ячейке кто-то обратился, сразу же куда-то звонит. Выйдя из банка, Борн замечает к себе внимание местной полиции — у них есть его приметы и описание. Его преследует патруль. Борн стремительно передвигается к посольству США, попав внутрь, он отрывается от полиции. Но преследование продолжается и в консульстве США, где Борн пытается найти убежище. Удачно уйдя от преследования, которое организовала служба охраны консульства, Борн за большую сумму предлагает девушке по имени Мария, которую встретил возле консульства и которой там отказали в визе, подвезти его в Париж, где он, судя по документам, живёт. Во французской квартире на Борна нападает киллер. Обезоружив последнего, Борн пытается выяснить, почему его преследуют, но киллер выпрыгивает из окна и разбивается.
Конклин помещает в парижский морг тело убийцы, якобы покушавшегося на Вамбози, но тот узнаёт подлог. Тогда по приказу Конклина наёмный убийца по кличке Профессор убивает Вамбози.
Борн понимает, что был наёмным убийцей. Он хочет порвать с прошлой жизнью. В поисках укрытия Борн вместе с Марией отправляются к её старому знакомому. Приехавший с целью убить Борна Профессор терпит неудачу — Джейсон убивает его. Борн уговаривает Марию уехать, так как находиться вместе с ним небезопасно. Используя телефон Профессора, Борн назначает встречу Конклину. Установив устройство слежения на машину Конклина, он узнаёт местонахождение секретной квартиры ЦРУ. Прибыв туда и встретив Конклина, он вспоминает причину провала миссии: когда Борн пришёл к Вамбози, тот был вместе со своими детьми. Борн объявляет Конклину, что покидает «Тредстоун». После этого на него нападают киллеры. Борн убивает нескольких, и используя одного как подушку прыгает в лестничный проём, на ходу пристреливая последнего. Раненый после падения Джейсон покидает место. Эбботт решает, что проект необходимо закрыть, и отдаёт распоряжение убрать Конклина.
Некоторое время спустя Борн находит Марию в греческом городе Миконос, где она работает в фирме по прокату мопедов. Она видит пришедшего Джейсона и они обнимаются.

## В ролях
- Мэтт Дэймон — Джейсон Борн
- Франка Потенте — Мария Елена Кройтц
- Крис Купер — Александр Конклин
- Клайв Оуэн — профессор
- Брайан Кокс — Уорд Эбботт
- Джулия Стайлз — Николетт Парсонс
- Адевале Акиннуойе-Агбадже — Никвана Вомбози
- Гэбриел Манн — Зорн
- Орсо Мария Гуэррини — Джанкарло
- Тим Даттон[англ.] — Имон
- Никки Ноэд — Кастель
- Рассел Леви — Мэнхейм
- Винсент Франклин — Роулинз

## Кастинг
Лайман рассматривал на роль Борна Брэда Питта, который отказался от роли, а также Рассела Кроу, Арнольда Шварценеггера, Тома Круза и Сильвестра Сталлоне, прежде чем он обратил внимание на Деймона. Деймон, сам известный как сценарист, предложил сосредоточиться в том числе и на эмоциональной составляющей главного героя.

## Кинокритика и кассовые сборы
Фильм положительно оценён кинокритиками — его рейтинг на сайте Rotten Tomatoes составляет 83 % (средний балл — 7/10).
Также картина пользовалась успехом в прокате: при относительно небольшом бюджете в 60 миллионов долларов общемировые кассовые сборы фильма составили 214 миллионов долларов.